# Нге Ан (провинция)
Нге Ан (на виетнамски: Nghệ An) е най-голямата по площ виетнамска провинция разположена в регион Бак Чунг Бо. Населението е 3 131 300 жители (по приблизителна оценка за юли 2017 г.).

## Административно деление
Провинция Нге Ан се състои от един град Вин и 17 окръга:
- Ан Сон
- Кон Куонг
- Диен Тяу
- До Луонг
- Хунг Нгуйен
- Ки Сон
- Нам Дан
- Нгхи Лок
- Нгхиа Дан
- Куе Фонг
- Куи Тяу
- Куи Хоп
- Куин Луу
- Тан Ки
- Тхан Туонг
- Туонг Дуонг
- Йен Тхан

## Известни личности
- Хо Ши Мин (1890 – 1969) – създател на виетнамската комунистическа партия; начело на Виетмина и президент на Северен Виетнам в периода 1954 – 1969